# Kurfurstendömet Sachsen
Kurfurstendömet Sachsen var ett kurfurstendöme inom Tysk-romerska riket som existerade mellan 1356 och 1806. Det etablerades när kejsar Karl IV utfärdade den gyllene bullan 1356 där han bland annat upphöjde det askaniska hertigdömet Sachsen-Wittenberg till ett kurfurstendöme. När fursteätten utslocknade 1423 passerade kurfurstendömet över till markgrevskapet Meissens fursteätt huset Wettin. När Tysk-romerska riket upplöstes 1806 upphöjdes kurfurstendömet till kungariket Sachsen.

## Historia

### Under huset Wettin
1423 vann markgreven Fredrik den stridbare (1381–1428) - av huset Wettin - hertigdömet Sachsen och därmed även kurfurstlig värdighet. Under Fredriks son kurfursten Fredrik den saktmodige (1428–1464) var huset Wettins besittningar fortfarande splittrade på olika medlemmar av huset. Först dennes söner: kurfurst Ernst (1464–1486) och hertig Albrekt (1464–1500), regerade gemensamt över samtliga besittningar. De omfattade vid denna tid ungefär det nuvarande förbundslandet Sachsen (utom Ober-Lausitz) jämte större delen av Thüringen och sydligaste delen av Sachsen-Anhalt. Men detta mycket betydande landområde splittrades åter (och för alltid), då bröderna genom fördraget i Leipzig 26 augusti 1485 delade sina länder.
Ernst, stamfader för den ernestinska linjen, fick på sin lott bland annat det egentliga kurfurstendömet Sachsen och större delen av de thüringska besittningarna. Albrekt, stamfader för den albertinska linjen, fick bland annat det gamla markgrevskapet Meissen med städerna Dresden och Chemnitz (centrum för en livlig vävnadsindustri) samt norra delen av Thüringen; till hans andel hörde också Leipzig, redan vid denna tid medelpunkt för en betydande transithandel
och sedan 1409 säte för ett universitet. Under gemensam förvaltning förblev bland annat de rika bergverken (silvergruvorna i Freiberg bröts sedan 1100-talet, tenngruvorna i Altenberg sedan 1458).
De ernestinska besittningarna var osammanhängande och splittrade, vilket försvårade deras utveckling till en sluten stat. Vida lättare var detta i de väl avrundade albertinska länderna, för vilka redan 1486 en kollegial Landesregierung inrättades och vilkas odelbarhet fastslogs 1499.

### Reformationen och Schmalkaldiska kriget

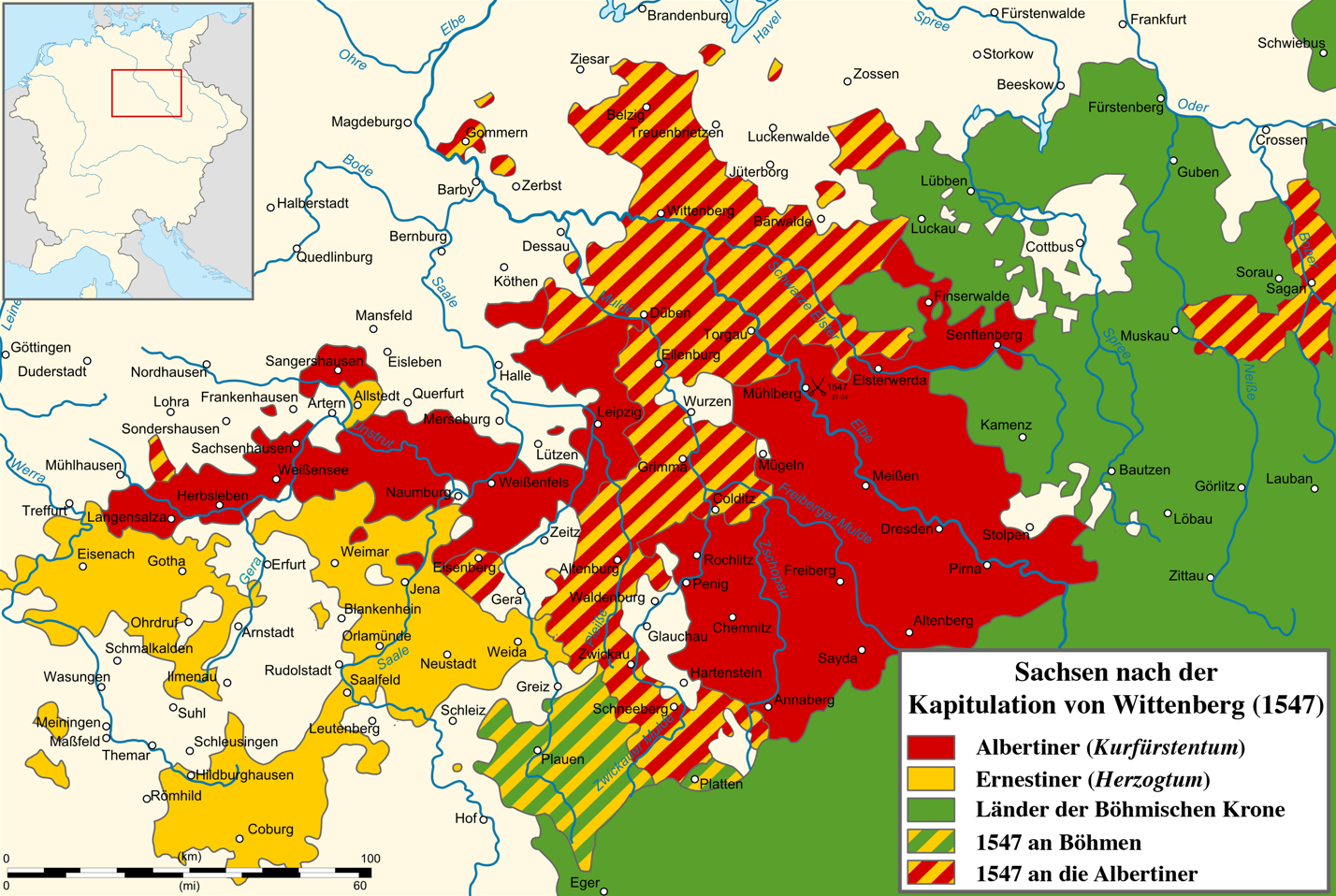
Sachsen efter kapitulationen i Wittenberg 1547:
Moritz' albertinska land (streckat: förvärv)
Johan Fredriks ernestinska land
Böhmiska land

De ernestinska kurfurstarna Fredrik III den vise (1486–1525), Johan den ståndaktige (1525–1532) och Johan Fredrik (1532–1547) gynnade i sina länder reformationen, som utgått från det av Fredrik III (1502) grundlagda universitetet i Wittenberg. Den protestantiska statskyrkan i kurfurstendömet Sachsen, organiserad av Martin Luther, blev förebild för liknande organisationer inom och utom Tyskland.

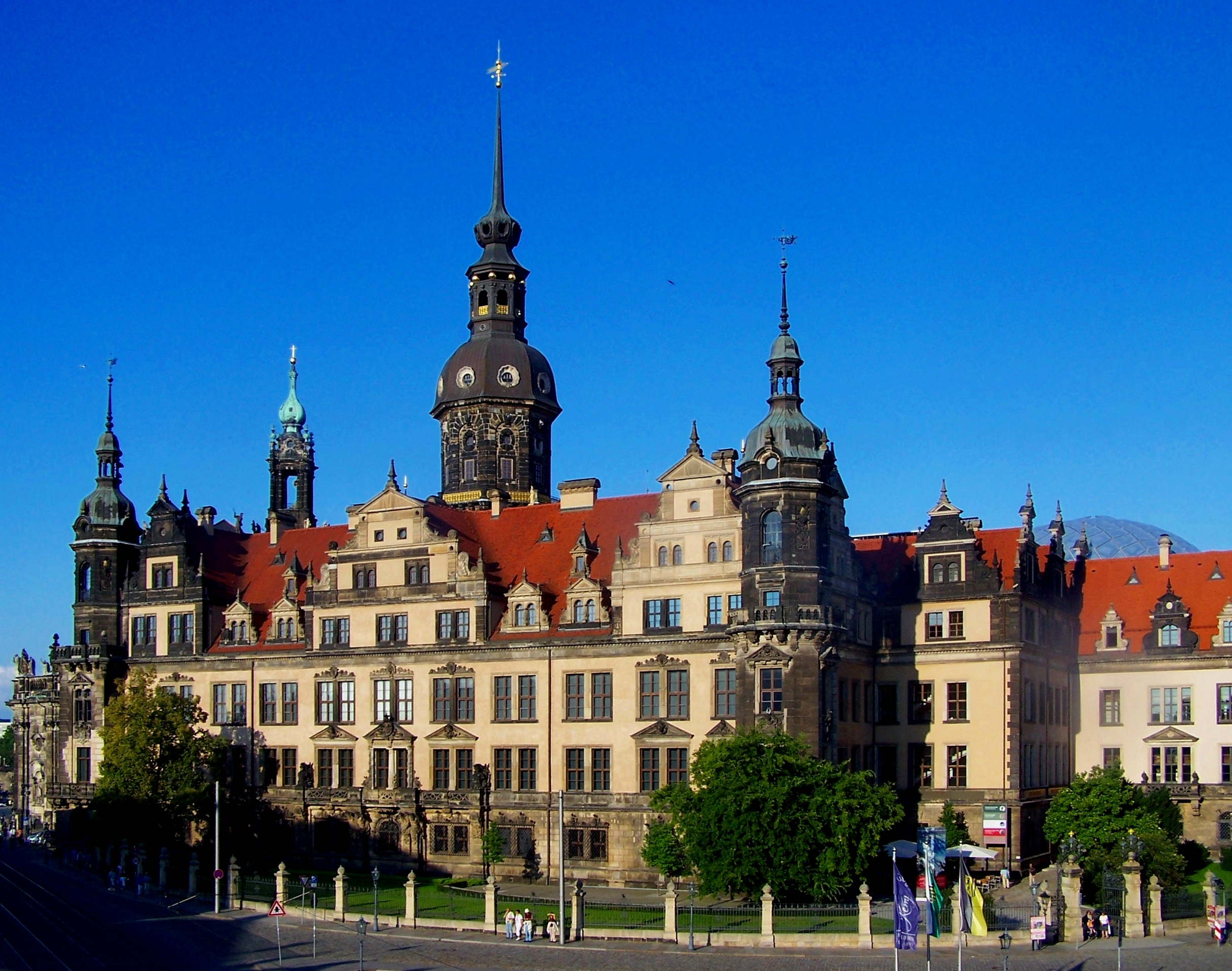
Slottet i Dresden.

Hertig Georg den skäggige, Albrekts son (1500–1539), bekämpade däremot den nya läran. Georgs bror och efterträdare Henrik den fromme (1539–1541) införde emellertid reformationen också i de albertinska länderna; hans verk fullföljdes sedan 1541 av sonen Moritz (1541–1553). Denne råkade inom kort i krig med sin syssling kurfursten. I förbund med kejsar Karl V berövade han efter slaget vid Mühlberg Johan Fredrik stora delar av dennes besittningar, framför allt det egentliga kurlandet, med vilket den kurfurstliga värdigheten var förenad ("Wittenbergkapitulationen" 1547).
Kurfurst Moritz lade grunden till en byråkratisk ämbetsorganisation, i spetsen för vilken stod det kollegiala "hovrådet", hävdade med bestämdhet sin överhöghet över kyrkan och indrog i stor utsträckning kyrkogods, som delvis användes till skolväsendets fromma. Hans bror och efterträdare August I (1553–1586) vinnlade sig framför allt om landets ekonomiska utveckling, bragte (bland annat genom förvaltning av de kurfurstliga domänerna och bergverken) dess finanser i utmärkt skick och skapade i "konstitutionerna" av 1572 en allmän sachsisk lagbok. I kyrkopolitiskt avseende avvisade August samverkan med de reformerta. Sachsen försökt i stället ena de uttalat lutherska teologerna, vilket konkordieformeln 1577 var ett uttryck för.
Efter Augusts sons, Kristian I:s, korta regering (1586–1591) fullföljde efter varandra dennes söner, Kristian II (1591–1611) och Johan Georg I (1611–1656), farfaderns politik.

### Trettioåriga kriget
Under Trettioåriga krigets tidigare skeden understödde Johan Georg verksamt den habsburgska politiken, sökte därefter iaktta neutralitet mellan kejsaren och Gustav II Adolf, men tvangs, då kejserliga trupper under Tilly härjade Sachsen, att för en tid (1631–1635) sluta sig till Sverige. Genom separatfred med kejsaren (i Prag 1635) vann han Lausitz (ett land, över vilket huset Wettin redan under medeltiden tidvis härskat, vilket sedan kommit under Böhmen och 1620 av kejsaren överlåtits åt Johan Georg med panträtt). Anslutningen till kejsaren bragte emellertid nya bördor över de sachsiska länderna, som flera gånger hemsöktes av svenska trupper (särskilt under Lennart Torstenson 1641–1645).
Westfaliska freden bekräftade besittningen av Lausitz. Härmed hade Sachsen nått sin största utsträckning, för att inom kort åter minskas, då Johan Georg 1652 utrustade sina yngre söner med län, som först på 1700-talet åter indrogs till kurfurstendömet (Sachsen-Zeitz 1718, Sachsen-Merseburg 1738, Sachsen-Weissenfels 1746). På Johan Georg följde Johan Georg II (1656–1680), Johan Georg III (1680–1691) och Johan Georg IV (1691–1694). Fredrik August I (1694–1733) valdes 1697 till Polens kung (under namn av August II) och lade därigenom grunden till en personalunion, som bestod i 66 år. I samband med detta konverterade han till katolicismen, vilken alla hans efterföljare förblev trogen.

### Stora nordiska kriget och preussisk hegemoni

August den starkes vapen.

August började 1700 krig med Sverige, för vilket hans arvland fick bära tunga bördor (särskilt den svenska inkvarteringen 1706–1707, som beräknas ha kostat landet omkring 15 miljoner thaler). Varaktig betydelse för landet fick Augusts konstnärliga intressen: bland annat de värdefulla konstsamlingarna i Dresden, porslinsfabriken i Meissen (1710) och den livliga byggnadsverksamheten.
Fredrik August II (som polsk konung August III, 1733–1763) delade sin fars intresse för konsten, men saknade håg för politiken, som småningom helt och hållet kom i hans allsmäktige minister Heinrich von Brühls händer. Denne, en oförsonlig motståndare till Fredrik II av Preussen, som genom förvärvet av Schlesien (1742) liksom inringat Sachsen och omöjliggjort dess vidare utveckling, bidrog genom sina intriger till Sjuåriga krigets utbrott (1756), men är också ansvarig för att genom vanvård av finanser och armé ha lagt landet så gott som värnlöst inför Fredriks angrepp och därigenom möjliggjort en långvarig preussisk ockupation. Med oförminskat område, men med en statsskuld på 30 miljoner thaler gick Sachsen ur striden.
Preussens hegemoni i Nordtyskland förblev orubbad. August III:s son Fredrik Kristian regerade blott ett par månader (1763). Dennes son Fredrik August III "den rättrådige" (1763–1827) återställde landets förstörda kredit och reformerade förvaltning och rättsväsen i upplysningens anda. Verksammare än någon sachsisk monark sedan 1500-talet sörjde han för näringarnas blomstring: särskilt bergsbruket utvecklades genom förbättrade metoder. I sin utrikespolitik avstod Fredrik August från alla revanschtankar och slöt sig nära till Preussen.

### Napoleonkrigen
I förbund med de preussiska trupperna blev de sachsiska slagna av Napoleons vid Jena (1806); kort därefter försonade sig kurfursten med Frankrike, anslöt sig genom fördraget i Posen 11 december 1806
till Rhenförbundet och antog med Napoleons samtycke titeln kung av Sachsen (såsom sådan Fredrik August I). Hertigdömet Warszawas krona, som Napoleon 1807 gav åt de forne polske konungarnas ättling, betydde för Sachsen ingen ökad styrka, men vidgade klyftan mellan detta land och Preussen och tvang Fredrik August till en allt närmare anslutning till Napoleon.